# 79.ª edición de los Premios Óscar
La 79.ª edición de los Óscar premió a las mejores películas de 2006. Organizada por la Academia de Artes y Ciencias Cinematográficas, tuvo lugar en el Teatro Kodak de Los Ángeles (Estados Unidos) el 25 de febrero de 2007. La anfitriona del show fue Ellen DeGeneres. Fue la sexta vez que el Teatro Kodak recibió los premios desde que fue construido.

## Presentadores de los espacios sin premios
| Persona                          | Categoría                                                         |
| -------------------------------- | ----------------------------------------------------------------- |
| Ellen DeGeneres                  | Maestra de ceremonias                                             |
| Clint Eastwood                   | Óscar Honorífico                                                  |
| Tom Cruise                       | Premio Humanitario Jean Hersholt                                  |
| Maggie Gyllenhaal                | Premios científicos y técnicos                                    |
| Jodie Foster                     | Video homenaje a los fallecidos durante el año                    |
| Ken Watanabe y Catherine Deneuve | Vídeo de 50 años de Óscar a la mejor película de habla no inglesa |
| Leonardo DiCaprio y Al Gore      | Óscar Verde                                                       |
| Ben Affleck                      | Video de los Guiones Adaptados                                    |
| Will Smith                       | Video cine de EE. UU.                                             |
| Jennifer Hudson                  | Canciones de Dreamgirls.                                          |

## Candidaturas y ganadores

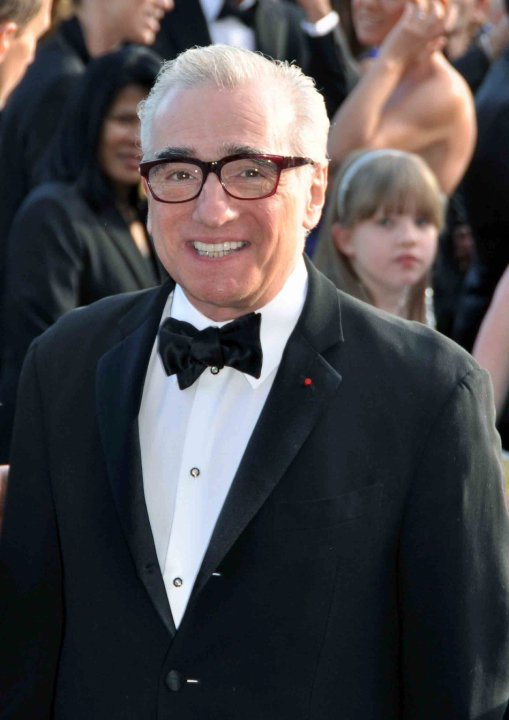
Martin Scorsese fue el ganador del Óscar al mejor director por The Departed.

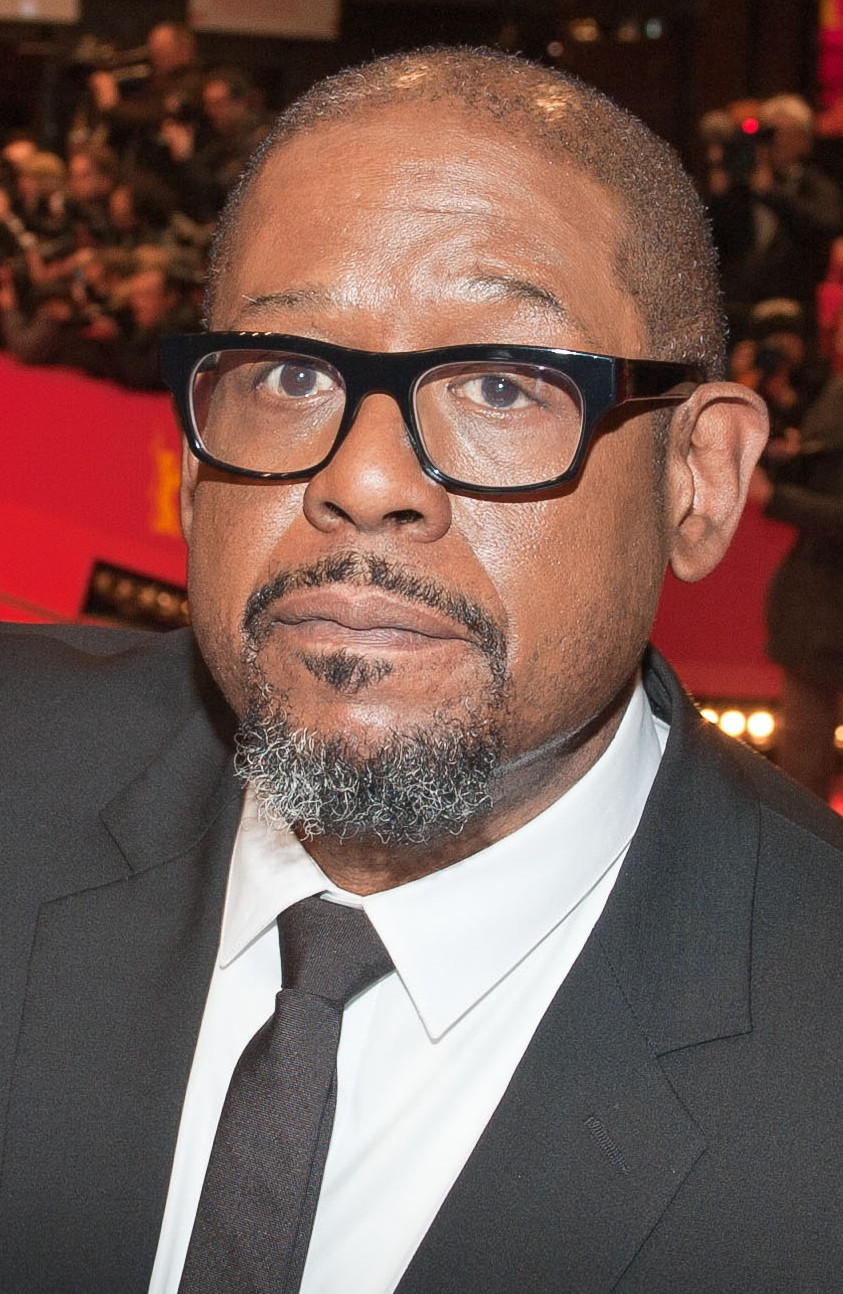
Forest Whitaker fue el ganador del Óscar al mejor actor por El último rey de Escocia.

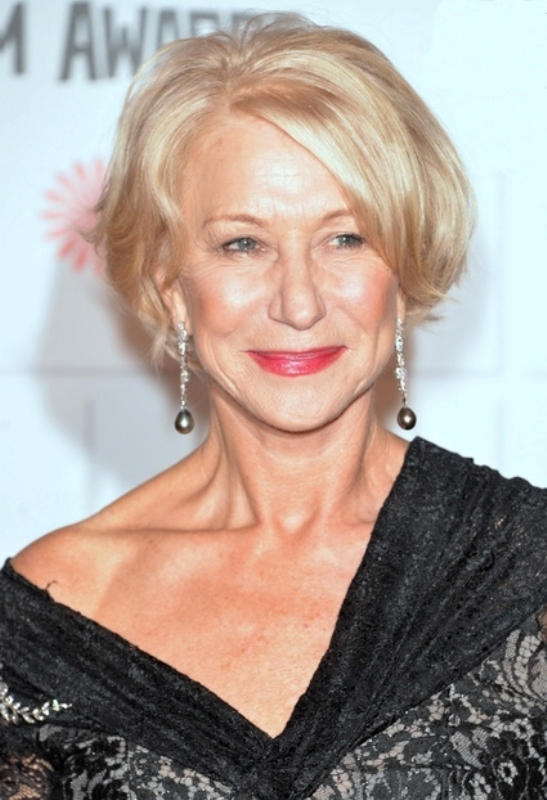
Helen Mirren fue la ganadora del Óscar a mejor actriz por The Queen.

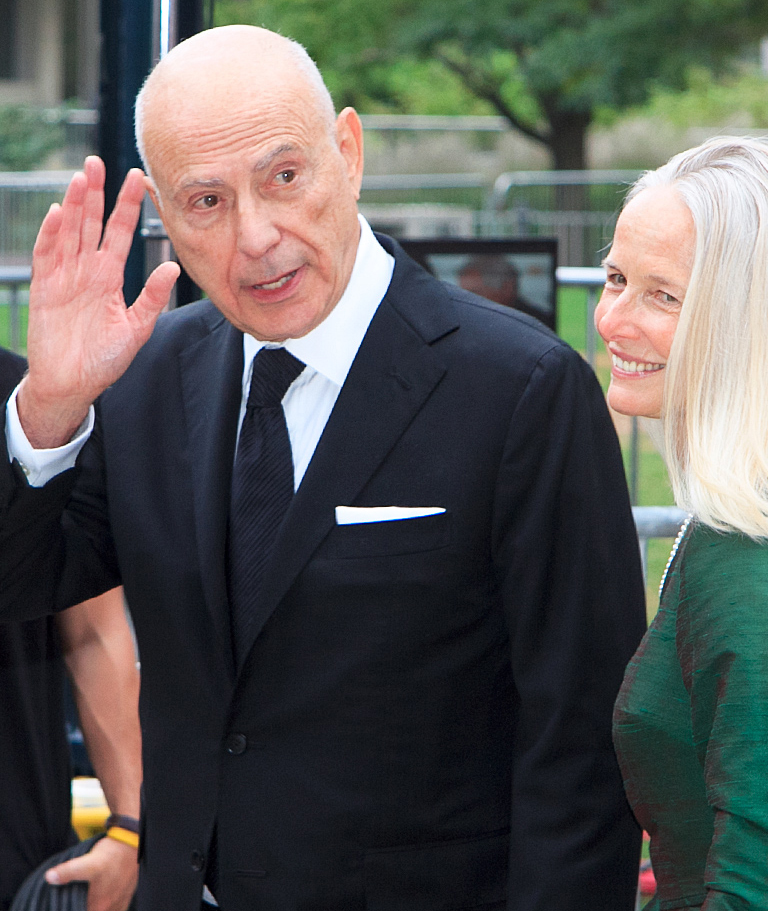
Alan Arkin fue el ganador del Óscar a mejor actor de reparto por Little Miss Sunshine.

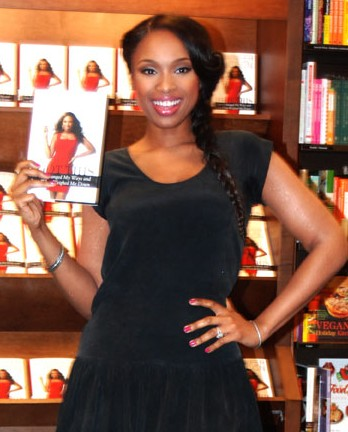
Jennifer Hudson fue la ganadora del Óscar a la mejor actriz de reparto por Dreamgirls.

Indica el ganador dentro de cada categoría.
| Mejor película Presentado por: Jack Nicholson y Diane Keaton | Mejor director Presentado por: Francis Ford Coppola, George Lucas y Steven Spielberg |
| --- | --- |
| The Departed (Infiltrados) — Graham King | Martin Scorsese — The Departed (Infiltrados) |
| - Babel — Alejandro González Iñárritu, Jon Kilik y Steve Golin - Letters from Iwo Jima (Cartas desde Iwo Jima) — Clint Eastwood, Steven Spielberg y Robert Lorenz - Little Miss Sunshine (Pequeña Miss Sunshine) — David T. Friendly, Peter Saraf y Marc Turtletaub. - The Queen — Andy Harries, Christine Langan y Tracey Seaward | - Clint Eastwood — Letters from Iwo Jima (Cartas desde Iwo Jima) - Stephen Frears — The Queen - Alejandro González Iñarritu — Babel - Paul Greengrass — United 93 |
| Mejor actor Presentado por: Reese Whiterspoon | Mejor actriz Presentado por: Philip Seymour Hoffman |
| Forest Whitaker — The Last King of Scotland (El último rey de Escocia) como Idi Amin | Helen Mirren — The Queen como Isabel II de Inglaterra |
| - Leonardo DiCaprio — Blood diamond (Diamante de sangre) como Danny Archer - Ryan Gosling — Half Nelson como Dan Dunne - Peter O'Toole — Venus como Maurice - Will Smith — The Pursuit of Happyness (En busca de la felicidad) como Chris Gardner | - Penélope Cruz — Volver como Raimunda - Judi Dench — Notes on a Scandal (Diario de un escándalo) como Barbara Covett - Meryl Streep — The devil wears Prada (El diablo se viste de Prada) como Miranda Prestly - Kate Winslet — Little Children como Sarah Pierce |
| Mejor actor de reparto Presentado por: Rachel Weisz | Mejor actriz de reparto Presentado por: George Clooney |
| Alan Arkin — Little Miss Sunshine (Pequeña Miss Sunshine) como Edwin Hoover | Jennifer Hudson — Dreamgirls como Effie White |
| - Jackie Earle Haley — Little Children como Ronald James McGorvey - Djimon Hounsou — Blood diamond (Diamante de sangre) como Solomon Vandy - Eddie Murphy — Dreamgirls como James Early - Mark Wahlberg — The Departed (Infiltrados) como Sargento Sean Dignam | - Adriana Barraza — Babel como Amelia Hernández - Cate Blanchett — Notes on a Scandal (Diario de un escándalo) como Bathsheba "Sheba" Hart - Abigail Breslin — Little Miss Sunshine (Pequeña Miss Sunshine) como Olive Hoover - Rinko Kikuchi — Babel como Chieko Wataya |
| Mejor guion original Presentado por: Tobey Maguire y Kirsten Dunst | Mejor guion adaptado Presentado por: Tom Hanks y Helen Mirren |
| Little Miss Sunshine (Pequeña Miss Sunshine) — Michael Arndt. | The Departed (Infiltrados) — William Monahan basado en Infernal Affairs por Alan Mak y Felix Chong |
| - Babel — Guillermo Arriaga - Letters from Iwo Jima (Cartas desde Iwo Jima) — Iris Yamashita y Paul Haggis - El laberinto del fauno — Guillermo del Toro - The Queen — Peter Morgan | - Borat: Cultural Learnings of America for Make Benefit Glorious Nation of Kazakhstan — Sacha Baron Cohen, Anthony Hines, Peter Baynham, Dan Mazer y Todd Phillips, basado en el personaje Borat Sagdiyev, de Ali G anda suelto creado por Sacha Baron Cohen - Children of Men (Hijos de los hombres) — Alfonso Cuarón, Timothy J. Sexton, David Arata, Mark Fergus y Hawk Ostby basado en The Children of Men por P. D. James - Little Children — Todd Field y Tom Perrotta basado en Juegos de niños de Tom Perrotta - Notes on a Scandal (Diario de un escándalo) — Patrick Marber basado en Diario de un escándalo por Zoë Heller |
| Mejor película de animación Presentado por: Cameron Diaz | Mejor película extranjera (de habla no inglesa) Presentado por: Clive Owen y Cate Blanchett |
| Happy Feet — George Miller | Das Leben der Anderen (La vida de los otros) (Alemania) en alemán — Florian Henckel |
| - Cars — John Lasseter - Monster House — Gil Kenan | - Water (Agua) (Canadá) en hindi — Deepa Mehta. - Efter brylluppet (Después de la boda) (Dinamarca) en danés, hindi y sueco — Susanne Bier - Indigènes (Argelia) en árabe — Rachid Bouchareb - El laberinto del fauno (México) en español — Guillermo del Toro |
| Mejor documental largo Presentado por: Jerry Seinfeld | Mejor documental corto Presentado por: Gael García Bernal y Eva Green |
| An Inconvenient Truth (Una verdad incómoda) — Davis Guggenheim | The Blood of Yingzhou District — Ruby Yang y Thomas Lennon |
| - Iraq in Fragments — James Longley y John Sinno - Jesus Camp — Heidi Ewing y Rachel Grady - Líbranos del mal — Amy Berg y Frank Donner - My Country, My Country — Laura Poitras y Jocelyn Glatzer | - Recycled Life — Leslie Iwerks y Mike Glad - Rehearsing a Dream — Karen Goodman y Kirk Simon - Two Hands: The Leon Fleisher Story — Nathaniel Kahn y Susan Rose Behr |
| Mejor cortometraje Presentado por: Abigail Breslin y Jaden Smith | Mejor cortometraje animado Presentado por: Abigail Breslin y Jaden Smith |
| West Bank Story — Ari Sandel | The Danish Poet — Torill Kove |
| - Binta y la gran idea — Javier Fesser y Luis Manso - Éramos pocos — Borja Cobeaga - Helmer and Son — Soren Pilmark y Kim Magnusson - The Saviour — Peter Templeman y Stuart Parkyn | - Lifted — Gary Rydstrom - Maestro — Géza M. Tóth - No Time for Nuts — Chris Renaud y Michael Thurmeier - The Little Matchgirl — Roger Allers y Don Hahn |
| Mejor banda sonora Presentado por: Penélope Cruz y Hugh Jackman | Mejor canción original Presentado por: John Travolta y Queen Latifah |
| Babel — Gustavo Santaolalla | «I Need to Wake Up» — An Inconvenient Truth (Una verdad incómoda); Música y letra por Melissa Etheridge. |
| - El laberinto del fauno — Javier Navarrete - Notes on a Scandal (Diario de un escándalo) — Philip Glass - The Good German (El buen alemán) — Thomas Newman - The Queen — Alexandre Desplat | - «Listen» — Dreamgirls; Música por Henry Krieger y Scott Cutler y letra por Anne Preven - «Love You I Do» — Dreamgirls; Música por Henry Krieger y letra por Siedah Garrett - «Our Town» — Cars; Música y letra por Randy Newman - «Patience» — Dreamgirls; Música por Henry Krieger y letra por Willie Reale |
| Mejor edición de sonido Presentado por: Greg Kinnear y Steve Carell | Mejor sonido Presentado por: James McAvoy y Jessica Biel |
| Letters from Iwo Jima (Cartas desde Iwo Jima) — Alan Robert Murray | Dreamgirls — Michael Minkler, Bob Beemer y Willie Burton |
| - Apocalypto — Sean McCormack y Kami Asgar - Blood diamond (Diamante de sangre) — Lon Bender - Flags of Our Fathers (Banderas de nuestros padres) — Alan Robert Murray y Bub Asman - Pirates of the Caribbean: Dead Man's Chest (Piratas del Caribe: El cofre del hombre muerto) — Christopher Boyes y George Watters II | - Apocalypto — Kevin O'Connell, Greg P. Russell y Fernando Cámara - Blood diamond (Diamante de sangre) — Andy Nelson, Anna Behlmer e Ivan Sharrock - Flags of Our Fathers (Banderas de nuestros padres) — John Reitz, Dave Campbell, Gregg Rudloff y Walt Martin - Pirates of the Caribbean: Dead Man's Chest (Piratas del Caribe: El cofre del hombre muerto) — Paul Massey, Christopher Boyes y Lee Orloff |
| Mejor dirección artística Presentado por: Daniel Craig y Nicole Kidman | Mejor fotografía Presentado por: Gwyneth Paltrow |
| El laberinto del fauno — Dirección artística: Eugenio Caballero; Diseño de decorados: Pilar Revuelta | El laberinto del fauno — Guillermo Navarro |
| - Dreamgirls – Dirección artística: John Myhre; Diseño de decorados: Nancy Haigh - The Good Shepherd (El buen pastor) — Dirección artística: Jeannine Oppewall; Diseño de decorados: Gretchen Rau y Leslie E. Rollins - Pirates of the Caribbean: Dead Man's Chest (Piratas del Caribe: El cofre del hombre muerto) — Dirección artística: Rick Heinrichs; Diseño de decorados: Cheryl A. Carasik - The Prestige (El truco final) - Dirección artística: Nathan Crowley; Diseño de decorados: Julie Ochipinti | - Children of Men (Hijos de los hombres) — Emmanuel Lubezki - The Illusionist (El ilusionista) — Dick Pope - The Black Dahlia (La Dalia Negra) — Vilmos Zsigmond - The Prestige (El truco final) — Wally Pfister |
| Mejor maquillaje Presentado por: Jack Black, John C. Reilly y Will Ferrell | Mejor diseño de vestuario Presentado por: Emily Blunt y Anne Hathaway |
| El laberinto del fauno — David Martí y Montse Ribé | Marie-Antoinette (María Antonieta) — Milena Canonero |
| - Apocalypto — Aldo Signoretti y Vittorio Sodano - Click — Kazuhiro Tsuji y Bill Corso | - Dreamgirls — Sharen Davis - Man cheng jin dai huang jin jia (La maldición de la flor dorada) — Yee Chung Man - The devil wears Prada (El diablo se viste de Prada) — Patricia Field - The Queen — Consolata Boyle |
| Mejor montaje Presentado por: Kate Winslet | Mejores efectos visuales Presentado por: Robert Downey Jr. y Naomi Watts |
| The Departed (Infiltrados) — Thelma Schoonmaker | Pirates of the Caribbean: Dead Man's Chest (Piratas del Caribe: El cofre del hombre muerto) — John Knoll, Hal Hickel, Charles Gibson y Allen Hall |
| - Babel — Stephen Mirrione y Douglas Crise - Children of Men (Hijos de los hombres) — Álex Rodríguez y Alfonso Cuarón - Blood diamond (Diamante de sangre) — Steven Rosenblum - United 93 — Clare Douglas, Christopher Rouse y Richard Pearson | - Poseidón — Boyd Shermis, Kim Libreri, Chaz Jarrett y John Frazier - Superman Returns — Mark Stetson, Neil Corbould, Richard R. Hoover y Jon Thum |

### Óscar Honorífico
- Ennio Morricone, presentado por Clint Eastwood[2]

### Premio Humanitario Jean Hersholt
- Sherry Lansing[3]

## In Memoriam
Cada año la academia de cine rinde un homenaje póstumo a aquellos profesionales que perecieron durante el tiempo transcurrido entre una ceremonia y otra. En la presente edición de los Óscar se proyecta un vídeo como tributo a los fallecidos durante esos doce meses Don Knotts, Dennis Weaver, Darren McGavin, Tamara Dobson, Jack Wild, Gordon Parks (director), Maureen Stapleton, Richard Fleischer (director), Gretchen Rau (directora de arte), Alida Valli, Henry Bumstead (director de arte), Paul Gleason, Vincent Sherman (director), Barnard Hughes, Robert Donner, Mako, Arthur Hill, Red Buttons, Jack Warden, Robert O. Cornthwaite, Betty Comden (guionista), Bruno Kirby, Glenn Ford, Joseph Stefano (guionista), Robert Earl Jones, Elizabeth Allen, Sven Nykvist (cinematógrafo), Malcolm Arnold (compositor), Jane Wyatt, Adrienne Shelly, Leonard Schrader (guionista), Basil Poledouris (compositor), Jack Palance, Robert Altman (director), June Allyson, Shirley Walker (compositora), Peter Boyle, Joseph Barbera, A.I. Bezzerides (guionista), Yvonne De Carlo, Carlo Ponti (productor) y Ron Carey.

## Resumen de la gala
02:29- Penélope Cruz, por Volver; Borja Cobeaga, con el corto Éramos pocos (acompañado de la divertida Mariví Bilbao, protagonista del corto y elegantemente vestida por la diseñadora bilbaína Mercedes de Miguel); Javier Fesser y Luis Manso, con otro corto, Binta y la gran idea; y por El laberinto del Fauno, Javier Navarrete (banda sonora); David Martí y Montse Ribé (maquillaje); y Pilar Revuelta (dirección artística, decorados). Hoy puede ser su gran noche.
02:30- Desfile de candidatos en un vídeo grabado enfrentados a la cámara y contando los Óscar a los que son aspirantes tras un fondo blanco.
02:35- Los candidatos, puestos en pie en el Kodak Theatre en sus respectivos asientos, son aplaudidos generosamente. Ellen Degeneres entra en el escenario trajeada de color granate, con camisa y zapatos blancos. Asegura que es el año más internacional que ha habido nunca, candidaturas récord para México, España, Japón (y cree que ve algunos americanos también), lo cual le parece estupendo. Recuerda que los ganadores deben ser breves con sus discursos, a pesar del rollo que está soltando ella, y se dirige a la candidata más joven, Abigail Breslin, y al más veterano, Peter O'Toole. Hace bromas sobre los candidatos y los elegidos, como Jennifer Hudson, perdedora de un concurso musical, o Al Gore, que se quedó sin llegar a Presidente del Gobierno, pero que está en los Óscar. Termina preguntándose que si no fuera por los negros, los gais o los judíos, ¿qué pasaría con los Óscar? Un grupo godspell recorre el auditorio.
02:45- Nicole Kidman, vestida de rojo intenso, y Daniel Craig, entregan el primer Óscar de la noche, el correspondiente a la Mejor dirección artística, a Eugenio Caballero y Pilar Revuelta por El laberinto del Fauno. El cine mexicano (Eugenio) y español (Pilar), ya tienen su primer Óscar de la noche.
02:48- Maggie Gyllenhaal repasa la gala de los Premios Científicos y Técnicos que ella misma presentó.
02:53- Will Ferrell canta una canción bromeando sobre los Óscar, y Jack Black entra en escena para acompañarle, al más puro estilo del musical americano. Se dirigen a algunos de los candidatos y, desde su butaca, Jesse Rider se suma al número musical. Finalizan el número insinuando que Helen Mirren va a ganar el Óscar. Acto seguido entregan el Óscar al mejor maquillaje a David Marti y Montse Ribe, por El laberinto del Fauno. Y van dos.
02:53- Dos niños, Abigail Breslin y Jada Pinkett Smith, hijo de Will Smith, entregan el Óscar al mejor cortometraje animado, The Danish Poet, de Torill Kove. Agradece el premio, entre otros, a Liv Ullman, narradora del corto.
03:03- Los niños siguen con el Óscar al mejor cortometraje, que va a manos de West Bank Story, de Ari Sandel. A pesar de contar con casi un cincuenta por ciento de posibilidades con Éramos pocos y Binta y la gran idea, no ha podido ser.
03:06- Clip de Letters from Iwo Jima, comentado por el propio Clint Eastwood.
03:11- Ellen DeGeneres, tras saludar al director de orquesta, se corrige por haber dicho que Penélope Cruz era mexicana y que Judy Dench no estaba en la gala porque la estaban operando de los ojos, cuando en realidad es de "las tetas" (es una broma ya que la operan de una pierna). Demostración de efectos sonoros sin instrumentos pero con las voces de un coro. Steve Carrell y Greg Kinnear entregan el Óscar a la mejor edición de sonido a Alan Robert Murray, por Letters from Iwo Jima.
03:17- El Óscar al mejor sonido, entregado por James McAvoy y Jessica Biel, es para Michael Minkler, Bob Beemer y Willie Burton, por Dreamgirls.
03:21- Rachel Weisz entrega el Óscar al mejor actor de reparto a Alan Arkin, por Little Miss Sunshine.
03:24- DeGeneres se pasea por el auditorio y habla con Mark Wahlberg y entrega un guion propio a Martin Scorsese para que lo dirija. La compañía de danza Pilobolus ofrece un escueto número musical de Happy Feet.
03:30- Clip de The Departed y, a continuación, James Taylor y Randy Newman interpretan el tema musical de Cars (Our Town), y Melissa Etheridge el reivindicativo I Need to Wake Up, del documental Una verdad incómoda.
03:30- Entran en escena Leonardo DiCaprio y Al Gore, quien se refiere al cambio climático y al apoyo de la industria de cine en este sentido, señalando que la ceremonia se "viste de verde" al haber adoptado medidas al respecto. Gore hace ademán de anunciar, a instancias de DiCaprio, su presentación a las próximas elecciones. Juntos abandonan el escenario.
03:40- DeGeneres dice que va a reciclar algunos de sus chistes antiguos (ya que la ceremonia es verde) y da paso a Cameron Diaz que entrega el Óscar a la mejor película de animación a George Miller por Happy Feet.
03:45- Ben Affleck presenta un clip sobre la representación de los guionistas en el cine con escenas de varias películas.
03:49- Un calvo Jack Nicholson vuelve a ser enfocado por las cámaras, y Helen Mirren y Tom Hanks salen al escenario para entregar el Óscar al mejor guion adaptado, tras una original presentación de las películas candidatas, algo que está caracterizando a esta edición, a William Monahan, por The Departed.
03:54- Entre bambalinas se hace un repaso a cómo va la carrera (de caballos) de esta edición en la que, de momento, va ganando con dos Óscar El laberinto del Fauno.
03:54- DeGeneres, con "sujeta Óscar" armado en su cuerpo para que los ganadores puedan llevar el suyo a las fiestas posteriores a la gala presenta, da paso a Anne Hathaway y Emily Blunt, que bromean con Meryl Streep a costa de The devil wears Prada, y entregan el Óscar al mejor diseño de vestuario a la ya ganadora en otras ocasiones Milena Canonero, por Marie-Antoinette y que recuerda a una pequeña Sofia Coppola, así como a Stanley Kubrick.
04:05- Tom Cruise entrega el Premio humanitario Jean Hersholt a Sherry Lansing.
04:10- DeGeneres sigue paseándose por entre los invitados y ahora se centra en Clint Eastwood, quien bromea con ella porque no tiene un guion para él, ella pide a Steven Spielberg que le haga una foto junto a Eastwood. Acto seguido da paso a Gwyneth Paltrow que entrega el Óscar a la mejor fotografía a Guillermo Navarro, por El laberinto del Fauno.
04:16- Nueva y fabulosa microcoreografía de Pilobolus, esta vez sobre Little Miss Sunshine.
04:20- Naomi Watts y Robert Downey Jr. entregan el Óscar a los mejores efectos visuales a John Knoll, Hal Hickel, Charles Gibson y Allen Hall, por Pirates of the Caribbean: Dead Man's Chest.
04:23- Catherine Deneuve y Ken Watanabe son los encargados de presentar un fabuloso clip montado por Giusseppe Tornatore sobre las películas ganadoras del Óscar a la mejor película de habla no inglesa. Entregan el premio en esta categoría Clive Owen y Cate Blanchett, a la estupenda La vida de los otros.
04:33- DeGeneres hace sombras chinescas tras una gran pantalla de cine y Pilobolus completa un fabuloso número como United 93. A continuación entra en escena George Clooney que, volviendo a la broma de Al Gore, dice que estaba tomando un trago entre bambalinas con él y con Nicholson y le ha asegurado que no volverá a presentarse a la carrera presidencial. Entrega el Óscar a la mejor actriz de reparto a Jennifer Hudson, por Dreamgirls.
04:40- Clip de Babel, comentado por sus responsables, y entrada de Eva Green y Gael García Bernal para hacer entrega del Óscar al mejor documental corto a The Blood of Yingzhou District, de Ruby Yang y Thomas Lennon.
04:44- Jerry Seinfeld, por su parte, es el responsable de entregar el Óscar al mejor documental largo y en su habitual estilo de El club de la comedia, se lo otorga a la previsible Una verdad incómoda, que recoge el director Davis Guggenheim y agrace a Al Gore, al que considera impulsor e inspirador de la misma y que toma la palabra para hacer otro alegato a favor de la concienciación ecológica.
04:50- Clint Eastwood es el encargado de presentar el Óscar Honorífico a Ennio Morricone y recuerda la que asegura que fue la primera película de ambos Por un puñado de dólares. A continuación Celine Dion interpreta el tema I Knew I Loved You, de la película Érase una vez en América. Morricone entra en escena, es aplaudido y agradece el premio en italiano (traduce Eastwood) y dedica el premio a los que no han tenido el honor de recibir un Óscar a pesar de su trabajo, así como a su mujer, María.
05:06- Penélope Cruz y Hugh Jackman tienen la misión de entregar el Óscar a la mejor banda sonora a Gustavo Santaolalla, por Babel, que repite tras obtenerlo el año anterior por Brokeback Mountain, y dedica el premio a todos los latinos.
05:10- DeGeneres se mete con Jack Nicholson y da paso al Presidente de la Academia, Sid Ganis, que en 60 veloces segundos hace un descargo de la actividad de la Academia a lo largo del año.
05:11- Kirsten Dunst y Tobey Maguire entregan el Óscar al mejor guion original (leyendo fragmentos del guion, al igual que hicieron con el Mejor guion adaptado) al debutante Michael Arndt, por Little Miss Sunshine, quien asegura que su familia recorrió 600 kilómetros en furgoneta.
05:15- The devil wears Prada es la coreografía que presenta ahora Pilobolus y, entre bambalinas, se hace un repaso de los ganadores "sorpresa" de este año.
05:19- Jennifer Lopez presenta las tres canciones de Dreamgirls candidatas que son interpretadas en el escenario por Beyoncé y Jennifer Hudson.
05:27- John Travolta y Queen Latifah se encargan de entregar el Óscar a la mejor canción original a Melissa Etheridge por I Need to Wake Up, de Una verdad incómoda, quien asegura que cuidar la Tierra no es Republicano ni Demócrata, y que somos todos "verdes".
05:34- Llega la recata final. Clip de Little Miss Sunshine. Will Smith sale al escenario para presentar un clip de Michael Mann sobre la visión que el cine ha ofrecido de América desde diferentes perspectivas.
05:40- El Óscar al mejor montaje es entregado por Kate Winslet a la ya ganadora, con el propio Scorsese, Thelma Schoonmaker, por The Departed. Esto puede ser el inicio del triunfo de la película.
05:44- Le toca el turno a Jodie Foster, que es la encargada en esta edición de hacer el repaso a los fallecidos este año.
05:51- DeGeneres bromea despidiendo la gala creyendo haber cumplido con el horario, pero aún quedan los principales Óscar. Philip Seymour Hoffman sale al escenario para entregar el Óscar a la mejor actriz a Helen Mirren, con el bolso debajo del brazo, por The Queen. Se despide levantando el Óscar y diciendo "Les doy la Reina".
05:56- Coreografía de The Departed y recuento de Óscar, más repartidos que nunca.
06:00- DeGeneres pasa la aspiradora y descubre unos papeles de fumar. Reese Witherspoon entrega el Óscar al mejor actor a Forest Whitaker, por The Last King of Scotland.
06:07- Francis Ford Coppola, George Lucas y Steven Spielberg son los responsables de entregar el Óscar al mejor director a su amigo Martin Scorsese, por The Departed, tras 6 veces como candidato. 
Coppola comienza diciendo -"Los tres estamos aquí porque sabemos que hermoso sentimiento es ganar un Oscar por Mejor Dirección."

Spielberg -"Es el mayor honor que he recibido."

Lucas -"Ey, chicos, yo nunca gané un Oscar."

Spielberg -"¿Entonces por qué estás aquí?"

Lucas -"Ah... No lo sé, fui nominado un par de veces..."

Coppola -"De todas formas, dos de nosotros sabe que enorme honor es ganar entre cinco nominados."

Lucas -"Yo quiero decir que es mucho mejor dar que recibir."

Spielberg y Coppola -"No, no lo es."

Lucas -"Y aquí están los nominados a Mejor Director." [...]

Spielberg -"Dénme espacio. Y el Oscar es para..."
Los asistentes se ponen en pie y silban eufóricos. Scorsese pide que comprueben el sobre y lo agradece. Entre bambalinas el director se abraza con Jack Nicholson.
06:11- Clip de The Queen y acto final. Jack Nicholson y Diane Keaton cierran el telón con la entrega del Óscar a la mejor película a The Departed, de Martin Scorsese. Concluye la gala con una rápida despedida de Ellen DeGeneres.

## Participación hispana en esta edición
En el año 2006 fue especialmente notable la presencia hispana en la ceremonia de los Óscars. Pueden destacarse la candidatura de la española Penélope Cruz como mejor actriz en la película del mismo país Volver, también fue la veterana actriz española Marivi Bilbao nominada a mejor cortometraje por Éramos Pocos y las 6 nominaciones (incluyendo la de mejor película de habla no inglesa) que recibió la coproducción hispano-mexicana, El laberinto del fauno con diversos candidatos a los premios técnicos tanto mexicanos como españoles:
- Óscar al mejor guion original: Guillermo del Toro.
- Óscar a la mejor banda sonora: Javier Navarrete.
- Óscar a la mejor fotografía: Guillermo Navarro.
- Óscar a la mejor dirección artística: Eugenio Caballero y Pilar Revuelta.
- Óscar al mejor maquillaje: David Martí y Montse Ribé.

La cinta obtuvo premios a la mejor fotografía, mejor dirección artística y mejor maquillaje.
Por otro lado, el mexicano Alejandro González Iñarritu logró la nominación a mejor director y su película Babel recibió siete nominaciones incluida la de mejor película; de las siete nominaciones el filme resultó vencedora en una, el Óscar a la mejor banda sonora por el trabajo del argentino Gustavo Santaolalla quien ganó por segunda vez consecutiva en esta categoría.
Asimismo, la película Hijos de los hombres del mexicano Alfonso Cuarón fue candidata a 3 estatuillas: Óscar al mejor guion adaptado, Óscar a la mejor fotografía para Emmanuel Lubezki y Óscar al mejor montaje, pero no obtuvo ningún premio.
También participaron 2 cortometrajes españoles entre los 5 candidatos:
- Binta y la gran idea, de Javier Fesser.
- Eramos pocos, de Borja Cobeaga.

## Premios y nominaciones múltiples
| Película                                                                                    | Candidaturas | Premios |
| ------------------------------------------------------------------------------------------- | ------------ | ------- |
| The Departed (Infiltrados)                                                                  | 5            | 4       |
| El laberinto del fauno                                                                      | 6            | 3       |
| Dreamgirls                                                                                  | 8            | 2       |
| Little Miss Sunshine (Pequeña Miss Sunshine)                                                | 4            | 2       |
| An Inconvenient Truth (Una verdad incómoda)                                                 | 2            | 2       |
| Babel                                                                                       | 7            | 1       |
| The Queen (La reina)                                                                        | 6            | 1       |
| Letters from Iwo Jima (Cartas desde Iwo Jima)                                               | 4            | 1       |
| Pirates of the Caribbean: Dead Man's Chest (Piratas del Caribe: El cofre del hombre muerto) | 4            | 1       |
| The Last King of Scotland (El último rey de Escocia)                                        | 1            | 1       |
| Marie-Antoinette (María Antonieta)                                                          | 1            | 1       |
| Das Leben der Anderen (La vida de los otros)                                                | 1            | 1       |
| Happy Feet                                                                                  | 1            | 1       |
| Blood diamond (Diamante de sangre)                                                          | 5            | 0       |
| Notes on a Scandal (Diario de un escándalo)                                                 | 4            | 0       |
| Apocalypto                                                                                  | 3            | 0       |
| Children of Men (Hijos de los hombres)                                                      | 3            | 0       |
| Little Children (Juegos secretos)                                                           | 3            | 0       |
| Flags of Our Fathers (Banderas de nuestros padres)                                          | 2            | 0       |
| Cars                                                                                        | 2            | 0       |
| The devil wears Prada (El diablo se viste de Prada)                                         | 2            | 0       |
| The Prestige (El truco final)                                                               | 2            | 0       |
| United 93                                                                                   | 2            | 0       |